# Cinnyris bouvieri
El suimanga de Bouvier (Cinnyris bouvieri) es una especie de ave paseriforme de la familia Nectariniidae propia de África central.